# ایسوزو یامادا
ایسوزو یامادا (山田五十鈴؛ Yamada Isuzu) (زادهٔ ۵ فوریه ۱۹۱۷ در اوساکا – درگذشتهٔ ۹ ژوئیه ۲۰۱۲) هنرپیشهٔ ژاپنی تئاتر و سینما بود که هشت دهه فعالیت داشت. او که ستارهٔ فیلم‌های صامت و دوران طلایی سینمای ژاپن بود، در ۹ ژوئیه ۲۰۱۲ پس از یک دوره بیماری در ۹۵ سالگی درگذشت.

## زندگی
یامادا که در سال ۱۹۱۷ میلادی در اوساکا زاده شد. در سال ۱۹۳۰ در استودیو نیکاتسو مشغول به کار شد و در همان سال در نخستین فیلم سینمایی خود بازی کرد. این بازیگر ژاپنی در دههٔ ۱۹۳۰ میلادی با کارگردانان مطرحی همچون نیکاتسو، دایسوکه ایتو، مانساکو ایتامی و کنجی میزوگوچی همکاری داشته‌است.
یامادا در ۹ ژوئیه ۲۰۱۲ پس از یک دوره بیماری در ۹۵ سالگی درگذشت.

## فعالیت هنری
ایسوزو یامادا بازیگری خود را به طور حرفه‌ای در دوران صامت سینمای ژاپن آغاز کرد و با کارگردانان برجستهٔ دوران طلایی سینمای ژاپن همکاری کرده‌است.
در دوران پس از جنگ جهانی دوم که سینمای ژاپن توانست نظر تماشاگران بین‌المللی را به خود جلب کند و در فروش گیشه توانست رکوردهای خوبی را ثبت کند نیز یامادا به بازیگری تبدیل شد که بسیاری از کارگردانان ژاپنی خواهان همکاری با او بودند.
در دههٔ ۱۹۶۰ میلادی نیز که فروش فیلم‌های سینمایی ژاپنی در گیشه پایین آمد، یامادا موفقیت‌های خود را در تلویزیون و صحنهٔ تئاتر ادامه داد، به طوری که مجموعهٔ تلویزیونی هیساتسو (به انگلیسی: Hissatsu) از جمله محبوب‌ترین مجموعه‌های تلویزیونی بود که با درخشش یامادا به مدت ۱۰ سال پخش شد.
یامادا تا اواخر دههٔ ۱۹۸۰ میلادی فعالیت خود به عنوان بازیگر در تلویزیون و تئاتر را ادامه داد.

## آثار
فیلم‌های سینمایی مرثیه اوزاکا (به انگلیسی: Osaka Elegy) و خواهران گیون (به انگلیسی: Sisters of the Gion) از جمله آثار مطرح و برجسته‌ای هستند که ایسوزو یومادا در دههٔ ۱۹۳۰ میلادی در آن‌ها ایفای نقش کرده‌است.
فیلم‌های سینمایی در جریان (به انگلیسی: Flowing) به کارگردانی میکیو ناروسه (۱۹۵۶)، سریر خون (به انگلیسی: Throne of Blood) به کارگردانی آکیرا کوروساوا (۱۹۵۶) و یوجیمبو (به انگلیسی: Yojimbo) از جمله فیلم‌های سینمایی هستند که این بازیگر سرشناس ژاپنی در دوران پس از جنگ جهانی دوم در آن‌ها ایفای نقش کرده‌است.
برخی دیگر آثار او عبارتند از:
- مسیح در برنز (青銅の基督, Seidō no Kirisuto) (۱۹۵۵)
- رودخانه سیاه (黒い河, Kuroi kawa) (۱۹۵۷)
- گرگ‌ومیش توکیو (東京暮色, Tōkyō boshoku) (۱۹۵۷)
- در اعماق (どん底, Donzoko) (۱۹۵۷)

## جوایز
این بازیگر ژاپنی در دوران بازیگری خود جوایز بسیار را دریافت کرد. او در سال ۲۰۰۰ میلادی نیز نخستین بازیگر زنی بود که توانست با دریافت جایزهٔ «گنج مقدس» که مهمترین جایزهٔ فرهنگی ژاپن به حساب می‌آید، مورد قدردانی مقامات این کشور آسیایی قرار بگیرد.

## پی‌نوشت
1. 1 2 3 4 5 6 7 8 9 10 11  «ستاره سینمای صامت...»،  شبکهٔ خبری سینمای ایران.